# Олімпія (печера)
Олімпія (рос. Олимпия) — печера в Башкортостані, Росія. Печера комплексного (горизонтально-вертикального) типу простягання. Загальна протяжність — 1380 м. Глибина печери становить 101 м. Категорія складності проходження ходів печери — 2А. Печера відноситься до Ішоро-Нукуського підрайону Бельсько-Нугуського району Південної області Західноуральської спелеологічної провінції.